# Partecipanti al Giro d'Italia 1999
Elenco dei partecipanti al Giro d'Italia 1999.
Il Giro d'Italia 1999 fu l'ottantaduesima edizione della corsa. Alla competizione presero parte 18 squadre, ciascuna delle quali composta da nove corridori, per un totale di 162 ciclisti. La corsa partì il 15 maggio da Agrigento e terminò il 6 giugno a Milano; in quest'ultima località portarono a termine la competizione 116 corridori. 

## Corridori per squadra
Nota: R ritirato, NP non partito, FT fuori tempo, SQ squalificato.
| Mercatone Uno-Bianchi                 | Mercatone Uno-Bianchi                 | Mercatone Uno-Bianchi                 | Lampre-Daikin              | Lampre-Daikin               | Lampre-Daikin              | Riso Scotti-Vinavil       | Riso Scotti-Vinavil       | Riso Scotti-Vinavil       |
| ------------------------------------- | ------------------------------------- | ------------------------------------- | -------------------------- | --------------------------- | -------------------------- | ------------------------- | ------------------------- | ------------------------- |
| 1                                     | Marco Pantani                         | NP 21ª                                | 61                         | Oscar Camenzind             | 11º                        | 121                       | Carlo Marino Bianchi      | 105º                      |
| 2                                     | Enrico Zaina                          | NP 21ª                                | 62                         | Simone Bertoletti           | 83º                        | 122                       | Diego Ferrari             | 82º                       |
| 3                                     | Stefano Garzelli                      | NP 21ª                                | 63                         | Massimo Codol               | R 21ª                      | 123                       | Ivan Basso                | NP 8ª                     |
| 4                                     | Riccardo Forconi                      | NP 21ª                                | 64                         | Marco Della Vedova          | 42º                        | 124                       | Samuele Schiavina         | 99º                       |
| 5                                     | Simone Borgheresi                     | NP 21ª                                | 65                         | Matteo Frutti               | 95º                        | 125                       | Aleksandr Šefer           | 21º                       |
| 6                                     | Ermanno Brignoli                      | NP 21ª                                | 66                         | Gabriele Missaglia          | 16º                        | 126                       | Oscar Pozzi               | 49º                       |
| 7                                     | Fabiano Fontanelli                    | NP 21ª                                | 67                         | Pavel Padrnos               | 18º                        | 127                       | Filippo Simeoni           | 90º                       |
| 8                                     | Marco Velo                            | NP 21ª                                | 68                         | Mariano Piccoli             | 38º                        | 128                       | Alain Turicchia           | 97º                       |
| 9                                     | Massimo Podenzana                     | NP 21ª                                | 69                         | Ján Svorada                 | R 13ª                      | 129                       | Giuseppe Palumbo          | R 13ª                     |
| Manager: Giuseppe Martinelli          | Manager: Giuseppe Martinelli          | Manager: Giuseppe Martinelli          | Manager: Pietro Algeri     | Manager: Pietro Algeri      | Manager: Pietro Algeri     | Manager: Mario Chiesa     | Manager: Mario Chiesa     | Manager: Mario Chiesa     |
| Amica Chips-Costa de Almería          | Amica Chips-Costa de Almería          | Amica Chips-Costa de Almería          | Liquigas                   | Liquigas                    | Liquigas                   | Saeco-Cannondale          | Saeco-Cannondale          | Saeco-Cannondale          |
| 11                                    | Evgenij Berzin                        | 52º                                   | 71                         | Nicola Miceli               | 20º                        | 131                       | Mario Cipollini           | NP 18ª                    |
| 12                                    | Daniele De Paoli                      | 8º                                    | 72                         | Andrej Teterjuk             | 22º                        | 132                       | Paolo Savoldelli          | 2º                        |
| 13                                    | Vjačeslav Ekimov                      | 58º                                   | 73                         | Cristiano Frattini          | 61º                        | 133                       | Giuseppe Calcaterra       | 109º                      |
| 14                                    | Felice Puttini                        | 24º                                   | 74                         | Endrio Leoni                | R 14ª                      | 134                       | Gian Matteo Fagnini       | 86º                       |
| 15                                    | Amilcare Tronca                       | 32º                                   | 75                         | Biagio Conte                | 87º                        | 135                       | Dario Frigo               | R 13ª                     |
| 16                                    | Pietro Caucchioli                     | 46º                                   | 76                         | Oscar Mason                 | 25º                        | 136                       | Alessio Galletti          | 114º                      |
| 17                                    | Simone Campagnari                     | R 2ª                                  | 77                         | Rodolfo Ongarato            | 96º                        | 137                       | Roberto Petito            | 60º                       |
| 18                                    | Marco Gili                            | 88º                                   | 78                         | Fausto Dotti                | 53º                        | 138                       | Mario Scirea              | 67º                       |
| 19                                    | Francesco Arazzi                      | 112º                                  | 79                         | Ruslan Ivanov               | 77º                        | 139                       | Francesco Secchiari       | 27º                       |
| Manager: Sandro Quintarelli           | Manager: Sandro Quintarelli           | Manager: Sandro Quintarelli           | Manager: Fabio Bordonali   | Manager: Fabio Bordonali    | Manager: Fabio Bordonali   | Manager: Antonio Salutini | Manager: Antonio Salutini | Manager: Antonio Salutini |
| Ballan-Alessio                        | Ballan-Alessio                        | Ballan-Alessio                        | Mapei-Quick Step           | Mapei-Quick Step            | Mapei-Quick Step           | Team Polti                | Team Polti                | Team Polti                |
| 21                                    | Fabio Baldato                         | 103º                                  | 81                         | Paolo Bettini               | 44º                        | 141                       | Enrico Cassani            | 69º                       |
| 22                                    | Filippo Baldo                         | R 14ª                                 | 82                         | Giuseppe Di Grande          | 17º                        | 142                       | Mirko Celestino           | 74º                       |
| 23                                    | Andrea Ferrigato                      | R 16ª                                 | 83                         | Giuliano Figueras           | 36º                        | 143                       | Ivan Gotti                | 1º                        |
| 24                                    | Aleksandr Gončenkov                   | R 14ª                                 | 84                         | Paolo Fornaciari            | 100º                       | 144                       | Fabrizio Guidi            | 64º                       |
| 25                                    | Nicola Loda                           | NP 1ª                                 | 85                         | Dirk Müller                 | NP 13ª                     | 145                       | Stéphane Goubert          | R 14ª                     |
| 26                                    | Martin Hvastija                       | 75º                                   | 86                         | Chann McRae                 | 48º                        | 146                       | Oscar Pellicioli          | 76º                       |
| 27                                    | Gilberto Simoni                       | 3º                                    | 87                         | Andrea Noè                  | 28º                        | 147                       | Davide Rebellin           | 30º                       |
| 28                                    | Matteo Tosatto                        | 43º                                   | 88                         | Andrea Tafi                 | 80º                        | 148                       | Richard Virenque          | 14º                       |
| 29                                    | Pëtr Ugrumov                          | R 7ª                                  | 89                         | Max van Heeswijk            | NP 18ª                     | 149                       | Denis Zanette             | 107º                      |
| Manager: Flavio Miozzo                | Manager: Flavio Miozzo                | Manager: Flavio Miozzo                | Manager: Serge Parsani     | Manager: Serge Parsani      | Manager: Serge Parsani     | Manager: Vittorio Algeri  | Manager: Vittorio Algeri  | Manager: Vittorio Algeri  |
| Banesto                               | Banesto                               | Banesto                               | Mobilvetta-Northwave       | Mobilvetta-Northwave        | Mobilvetta-Northwave       | TVM-Farm Frites           | TVM-Farm Frites           | TVM-Farm Frites           |
| 31                                    | José Luis Arrieta                     | 34º                                   | 91                         | Pascal Richard              | 55º                        | 151                       | Jeroen Blijlevens         | NP 19ª                    |
| 32                                    | Marzio Bruseghin                      | 66º                                   | 92                         | Alessandro Spezialetti      | 37º                        | 152                       | Davide Casarotto          | R 14ª                     |
| 33                                    | José María Jiménez                    | 33º                                   | 93                         | Gorazd Štangelj             | NP 14ª                     | 153                       | Hendrik Van Dijck         | 116º                      |
| 34                                    | Alex Zülle                            | NP 16ª                                | 94                         | Paolo Valoti                | 65º                        | 154                       | Sergej Ivanov             | NP 14ª                    |
| 35                                    | David Navas                           | 84º                                   | 95                         | Ivan Quaranta               | R 13ª                      | 155                       | Andreas Klier             | 78º                       |
| 36                                    | Aitor Osa                             | R 13ª                                 | 96                         | Massimo Strazzer            | 108º                       | 156                       | Michel Lafis              | 91º                       |
| 37                                    | Leonardo Piepoli                      | R 13ª                                 | 97                         | Stefano Faustini            | 111º                       | 157                       | Olivier Asmaker           | FT 19ª                    |
| 38                                    | Miguel Ángel Peña                     | 41º                                   | 98                         | Mirko Gualdi                | FT 2ª                      | 158                       | Piet Vries                | R 20ª                     |
| 39                                    | Orlando Gomes Rodrigues               | 51º                                   | 99                         | Guido Trombetta             | R 8ª                       | 159                       | Miquel van Kessel         | 115º                      |
| Manager: Eusebio Unzué                | Manager: Eusebio Unzué                | Manager: Eusebio Unzué                | Manager: Franco Chioccioli | Manager: Franco Chioccioli  | Manager: Franco Chioccioli | Manager: Steven Rooks     | Manager: Steven Rooks     | Manager: Steven Rooks     |
| Cantina Tollo-Alexia Alluminio Italia | Cantina Tollo-Alexia Alluminio Italia | Cantina Tollo-Alexia Alluminio Italia | Navigare-Gaerne            | Navigare-Gaerne             | Navigare-Gaerne            | Vini Caldirola-Sidermec   | Vini Caldirola-Sidermec   | Vini Caldirola-Sidermec   |
| 41                                    | Nicola Minali                         | 113º                                  | 101                        | Niklas Axelsson             | 6º                         | 161                       | Massimo Apollonio         | 98º                       |
| 42                                    | Andrea Brognara                       | 110º                                  | 102                        | Gabriele Balducci           | 102º                       | 162                       | Andrej Hauptman           | R 16ª                     |
| 43                                    | Guido Trenti                          | 106º                                  | 103                        | Dario Pieri                 | 81º                        | 163                       | Filippo Casagrande        | 54º                       |
| 44                                    | Roberto Sgambelluri                   | 10º                                   | 104                        | Volodymyr Duma              | 40º                        | 164                       | Massimo Donati            | 47º                       |
| 45                                    | Massimiliano Gentili                  | 50º                                   | 105                        | Luca Cei                    | R 13ª                      | 165                       | Serhij Hončar             | 7º                        |
| 46                                    | Cristian Gasperoni                    | 35º                                   | 106                        | Alessandro Petacchi         | 70º                        | 166                       | Gianluca Sironi           | 71º                       |
| 47                                    | Marco Magnani                         | 57º                                   | 107                        | Gerrit Glomser              | 26º                        | 167                       | Mauro Radaelli            | 104º                      |
| 48                                    | Danilo Di Luca                        | NP 13ª                                | 108                        | Stefano Panetta             | 62º                        | 168                       | Romāns Vainšteins         | NP 13ª                    |
| 49                                    | Bo Hamburger                          | 59º                                   | 109                        | Aldo Zanetti                | R 8ª                       | 169                       | Mauro Zanetti             | 31º                       |
| Manager: Vincenzo Santoni             | Manager: Vincenzo Santoni             | Manager: Vincenzo Santoni             | Manager: Bruno Reverberi   | Manager: Bruno Reverberi    | Manager: Bruno Reverberi   | Manager: Roberto Amadio   | Manager: Roberto Amadio   | Manager: Roberto Amadio   |
| Kelme-Costa Blanca                    | Kelme-Costa Blanca                    | Kelme-Costa Blanca                    | ONCE-Deutsche Bank         | ONCE-Deutsche Bank          | ONCE-Deutsche Bank         | Vitalicio Seguros         | Vitalicio Seguros         | Vitalicio Seguros         |
| 51                                    | José Luis Rubiera                     | R 2ª                                  | 111                        | David Cañada                | 89º                        | 171                       | Daniel Clavero            | 9º                        |
| 52                                    | Roberto Heras                         | 5º                                    | 112                        | Íñigo Cuesta                | 72º                        | 172                       | Santiago Blanco           | NP 18ª                    |
| 53                                    | Ángel Edo                             | 79º                                   | 113                        | Santos González             | 85º                        | 173                       | Hernán Buenahora          | 15º                       |
| 54                                    | José Jaime González                   | 23º                                   | 114                        | Laurent Jalabert            | 4º                         | 174                       | Andrej Zinčenko           | 12º                       |
| 55                                    | Francisco Cabello                     | 68º                                   | 115                        | Peter Luttenberger          | 19º                        | 175                       | Sergej Smetanin           | 92º                       |
| 56                                    | Óscar Sevilla                         | 13º                                   | 116                        | Miguel Á. Martín Perdiguero | 73º                        | 176                       | Prudencio Indurain        | 45º                       |
| 57                                    | Eduardo Hernández Bailo               | 94º                                   | 117                        | Andrea Peron                | 56º                        | 177                       | Francisco Javier Cerezo   | 39º                       |
| 58                                    | Javier Otxoa                          | NP 1ª                                 | 118                        | Carlos Sastre               | 101º                       | 178                       | Víctor Hugo Peña          | 63º                       |
| 59                                    | José Manuel Uría                      | R 20ª                                 | 119                        | Mikel Zarrabeitia           | 29º                        | 179                       | Ginés Salmerón            | 93º                       |
| Manager: Álvaro Pino                  | Manager: Álvaro Pino                  | Manager: Álvaro Pino                  | Manager: Manolo Saiz       | Manager: Manolo Saiz        | Manager: Manolo Saiz       | Manager: Javier Mínguez   | Manager: Javier Mínguez   | Manager: Javier Mínguez   |

### Legenda
| Legenda          | Legenda | Legenda        | Legenda                                                  |
| ---------------- | --- | -------------- | -------------------------------------------------------- |
| Dorsale          | Dorsale di partenza del ciclista | Posizione      | Posizione finale nella classifica generale               |
| Maglia rosa      | Indica il vincitore della classifica generale                                                                                        | Maglia verde   | Indica il vincitore della classifica dei GPM             |
| Maglia ciclamino | Indica il vincitore della classifica a punti                                                                                         | Maglia azzurra | Indica il vincitore della classifica intergiro           |
| NP               | Indica un ciclista che non è ripartito in una tappa la mattina                                                                       | R              | Indica un ciclista che si è ritirato in una tappa        |
| FTM              | Indica un ciclista che ha concluso una tappa fuori tempo, ossia ha impiegato più tempo rispetto a quanto stabilito dal tempo massimo | EX             | Corridore escluso per non aver rispettato il regolamento |

## Corridori per nazione
Le nazionalità rappresentate nella manifestazione sono 20; in tabella il numero dei ciclisti suddivisi per la propria nazione di appartenenza:
| Numero ciclisti | Nazione                                                                              |
| --------------- | ------------------------------------------------------------------------------------ |
| 94              | Italia                                                                               |
| 23              | Spagna                                                                               |
| 5               | Russia                                                                               |
| 4               | Francia, Svizzera                                                                    |
| 3               | Colombia, Slovenia, Ucraina                                                          |
| 2               | Austria, Germania, Kazakistan, Lettonia, Paesi Bassi, Rep. Ceca, Svezia, Stati Uniti |
| 1               | Belgio, Danimarca, Moldavia, Portogallo                                              |